# Mériadec de Vannes
Pour les articles homonymes, voir Mériadec.
Mériadec (en breton Meriadeg) est un saint breton qui serait né en 628 près de Carhaix et fêté le 7 juin. Quatorzième — dixième selon la Gallia Christiana — évêque du diocèse de Vannes au VIIe siècle, il est connu en Cornouailles sous le nom de saint Meriasek.
Selon les ouvrages Vie latine médiévale et le Beunans Meriasek, Mériadec serait issu de la lignée du roi breton légendaire Conan Meriadec.

## Légende
Ordonné prêtre contre la volonté familiale, la légende veut qu’il effectue plusieurs guérisons miraculeuses avant de traverser la Manche en direction des Cornouailles. Débarqué à Camborne en Cornouailles (une localité se nomme Meiriadog dans la paroisse de Llanelwy, en Flintshire, dans le nord du Pays de Galles[réf. nécessaire]), les persécutions du chef païen Teudar (Theodoric) l’obligent à se rembarquer pour la Bretagne continentale. Le saint aborde à Plougasnou où il apprivoise un loup qui terrorisait les environs. Sa réputation miraculeuse attire les foules si bien qu’il doit se retirer dans les environs de Pontivy, « à mille pas du château de Rohan ».
Ayant appris ce retour, le vicomte de Rohan envoya ses messagers à la recherche de son proche parent (ou de son frère, selon certaines versions). Il se rendit bientôt à son ermitage, bâti son ermitage à l'emplacement de l'église de Stival, près de Pontivy, où l'on peut voir sa cloche à main ; son sarcophage se trouverait dans le cimetière de Noyal-Pontivy. Il aurait été nommé évêque de Vannes. pour lui demander son aide contre des brigands de la région. Le saint déchaîna contre eux « le feu du ciel ». En gage de gratitude, le vicomte de Rohan fonda à la demande de saint Mériadec trois foires dans la paroisse de Noyal-Pontivy, (le 6 juillet, le 8 août et à la Saint-Michel).
À la mort de l’évêque de Vannes, Mériadec fut élu à ce siège épiscopal, probablement en 659, et consacré dans la cathédrale de Dol-de-Bretagne. Sous ses vêtements épiscopaux, le saint continua de porter le cilice jusqu’au 7 juin d’une année indéterminée où il remit son âme à Dieu. Il aurait été inhumé en la cathédrale de Vannes.

## Son culte et ses traces dans la Bretagne actuelle
La trève, puis paroisse, de Saint-Jean-du-Doigt (qui dépendait de l'évêché de Tréguier) et correspond à l'actuelle commune de Saint-Jean-du-Doigt (Finistère) s'est appelée autrefois Traon-Meriadec (ou Meriadek ou Meriadeg).

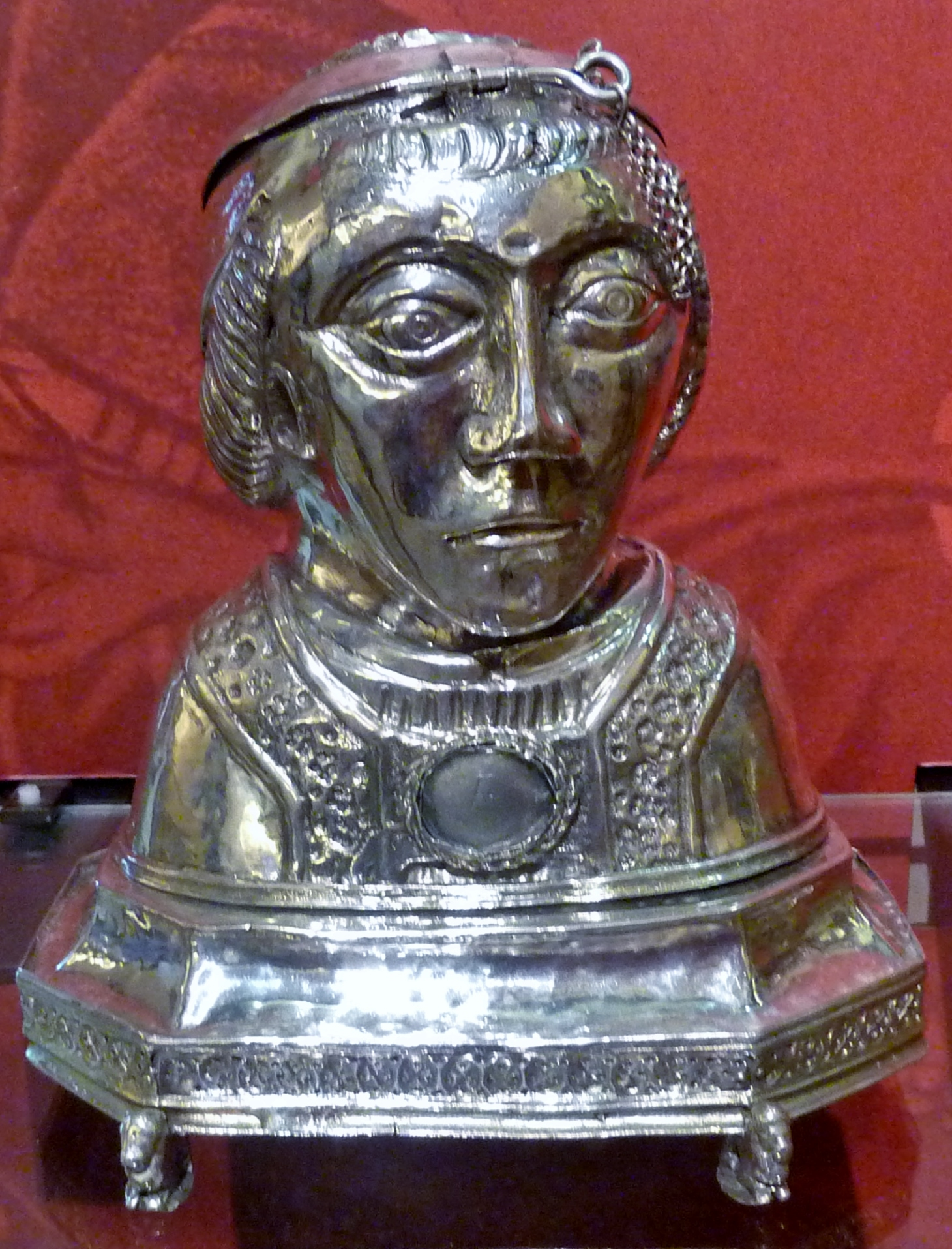
Saint-Jean-du-Doigt : buste reliquaire de saint Mériadec (fin XVe-début XVIe, en argent, musée départemental breton)

## Sources
- Liste officielle des prélats du diocèse de Vannes de l'Église catholique Diocèse de Vannes Liste chronologique des Évêques de Vannes .
- (en) Saint Meriadoc, Patron of Camborne [Cornish Saints Series no 34 (1935)] in The Saints of Cornwall – Part 1: Saints of the Land’s End District, Doble, G. H., réédition Llanerch Pub., Felinfach, 1997.
- Saint Mériadec dans le Bréviaire vannetais de 1589, Bernard Merdrignac
- (la) Jean-Barthélemy Hauréau, Gallia Christiana, vol. XIV Provincia Turonensi, Paris, Firmin-Didot, 1856, p. 919 Ecclesia Venentesis X  S. Mereadocus.
- (en) Peter Bartrum, A Welsh classical dictionary: people in history and legend up to about A.D. 1000, Aberystwyth, National Library of Wales, 1993 (ISBN 9780907158738), p. 541-542 MERIADOC, ST.